# SN 1999ek
SN 1999ek – supernowa typu Ia odkryta 30 października 1999 roku w galaktyce UGC 3329. Jej maksymalna jasność wynosiła 17,97m.